# 창팅현

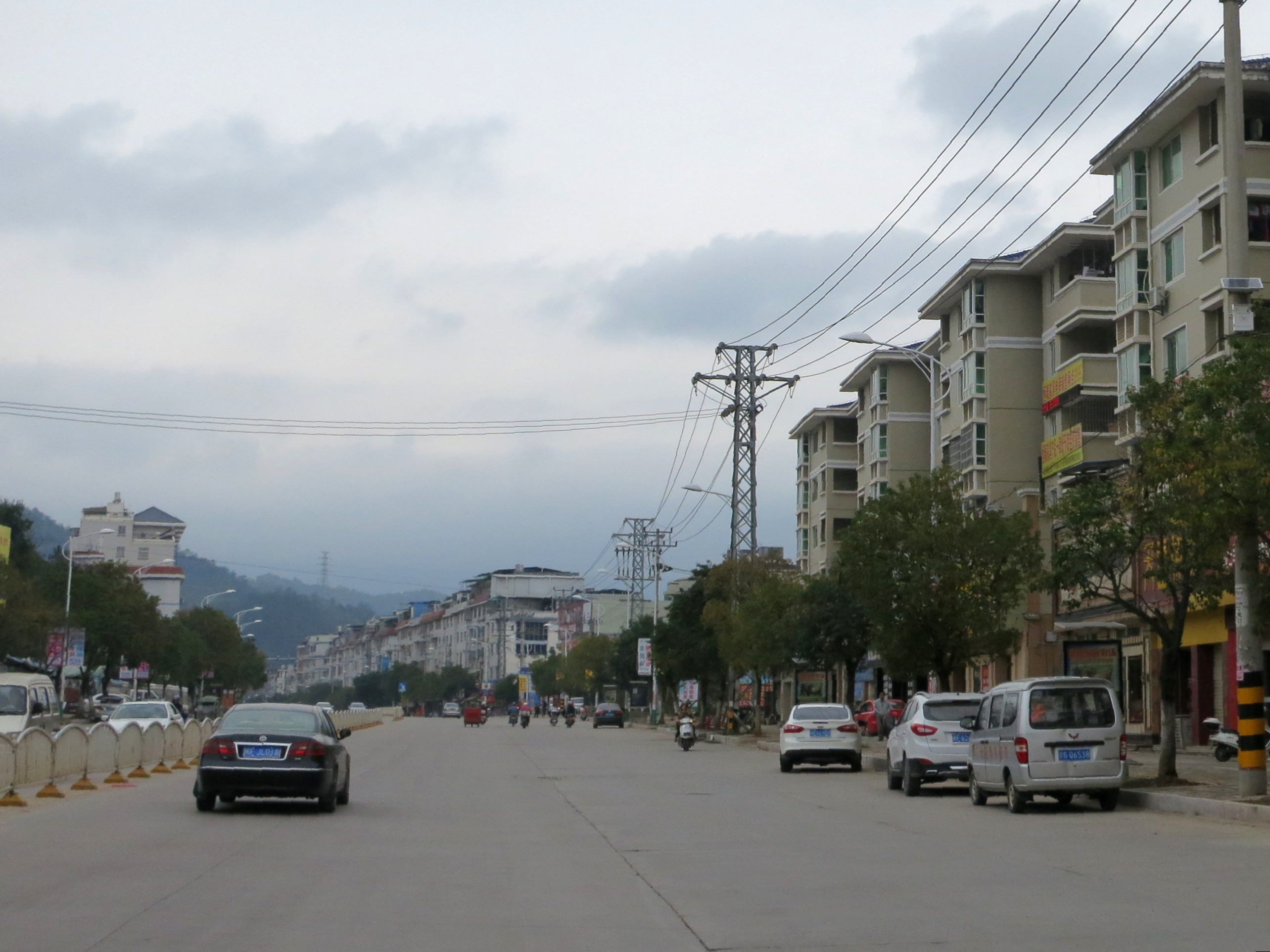

창팅현(한국어: 장정현, 중국어: 长汀县, 병음: Chángtīng Xiàn)은 중화인민공화국 푸젠성 룽옌시의 현급 행정구역이다. 팅저우(汀州)로도 알려져 있고 푸젠성 서남쪽에 위치한다. 넓이는 3090km2이고, 인구는 2007년 기준으로 500,000명이다. 인구의 대다수는 하카인(客家人)이고 하카어를 사용한다.

## 역사

### 초기 역사
일찍이 고대 왕국 민월(闽越)이 팅강을 따라 번영했다. 초기에 팅강은 내륙 산지와 해안 지역간의 여행과 상품 교역을 위한 수로 역할을 했다. 이것은 초기 하카(객가인)의 조상들이 북쪽으로부터 팅강을 통해 광둥성 및 중국 해안 지역으로 이동하였음을 말해주는 것으로 팅강은 "하카의 어머니 강"이라는 이름을 얻었다.
한나라 때 현급 행정구역인 장정현이 이곳에 설치되었다. 당나라 때인 736년에 북쪽에서 온 이주민들을 통치하기 위해 정주부(汀州府)가 설치되었다. 청나라 말엽까지 창팅에는 주, 군, 로, 부가 위치했고 푸젠 서부의 정치, 경제의 중심이었다. 명나라와 청나라 때 정주부는 장정, 영화, 청류, 구이화, 연성, 상항, 무평, 영정의 8개 현을 관할했다. 이주민들을 위한 행정 구역이 처음 설치된 곳이자 객가인들이 집중된 곳으로써 팅저우는 "객가인의 수도"로 일컬어진다. 많은 객가인들이 자신의 기원을 팅저우라고 밝히고 있다.

### 혁명기와 그 이후
중화민국이 시작된 후인 1913년에 팅저우는 창팅으로 바뀌었다. 국공내전 기간에 중국 소비에트의 경제, 금융 중심이었다. 창팅 주민 1000명 중 10명이 중국 인민해방군에 참여했으나 많은 사람들이 장정 때 살아남지 못했다.
1949년에 중화인민공화국이 설립된 후에 행정 관청은 룽옌으로 이전하였다. 이후로 창팅은 룽옌 관할의 현이 되었다.
도로와 철도 교통이 번성하고 강을 따라 많은 댐이 건설되면서 팅강은 점차 교통에 필수적인 수단이라는 이점을 잃어버렸다. 창팅은 한때 여행객과 상품이 모여들던 곳이었지만 큰 산맥에 의해 고립되었다. 창팅은 푸젠 서부의 중심이라는 지위를 잃어버리고 푸젠성의 가장 가난한 현 중 하나가 되었다.
오늘날 이러한 위치는 2005년에 첫 철도가 연결되고 2007년 말에 첫 간선도로가 개통되면서 개선되었다.

## 지리
창팅은 동쪽으로 롄청현, 남쪽으로 우핑현과 상항현, 북쪽으로 싼밍시 닝화현과 접한다.
우이산맥의 남쪽 끝에 위치해있다. 아열대성 기후대에 속하고 따뜻한 바다의 공기와 시원한 산의 공기가 만나는 많은 양의 비가 내린다.
연평균 기온은 18.1°C이고 연평균 강수량은 1797.2mm이다.
| Changting (1981−2010)의 기후                   | Changting (1981−2010)의 기후 | Changting (1981−2010)의 기후 | Changting (1981−2010)의 기후 | Changting (1981−2010)의 기후 | Changting (1981−2010)의 기후 | Changting (1981−2010)의 기후 | Changting (1981−2010)의 기후 | Changting (1981−2010)의 기후 | Changting (1981−2010)의 기후 | Changting (1981−2010)의 기후 | Changting (1981−2010)의 기후 | Changting (1981−2010)의 기후 | Changting (1981−2010)의 기후 |
| 월                                             | 1월                          | 2월                          | 3월                          | 4월                          | 5월                          | 6월                          | 7월                          | 8월                          | 9월                          | 10월                         | 11월                         | 12월                         | 연간                         |
| ---------------------------------------------- | ---------------------------- | ---------------------------- | ---------------------------- | ---------------------------- | ---------------------------- | ---------------------------- | ---------------------------- | ---------------------------- | ---------------------------- | ---------------------------- | ---------------------------- | ---------------------------- | ---------------------------- |
| 역대 최고 기온 °C (°F)                         | 27.0 (80.6)                  | 30.6 (87.1)                  | 31.0 (87.8)                  | 34.5 (94.1)                  | 34.4 (93.9)                  | 36.6 (97.9)                  | 39.5 (103.1)                 | 38.6 (101.5)                 | 36.3 (97.3)                  | 35.9 (96.6)                  | 32.9 (91.2)                  | 27.0 (80.6)                  | 39.5 (103.1)                 |
| 일평균 최고 기온 °C (°F)                       | 14.1 (57.4)                  | 15.5 (59.9)                  | 18.7 (65.7)                  | 24.0 (75.2)                  | 27.6 (81.7)                  | 30.1 (86.2)                  | 33.0 (91.4)                  | 32.6 (90.7)                  | 29.9 (85.8)                  | 26.3 (79.3)                  | 21.5 (70.7)                  | 16.5 (61.7)                  | 24.2 (75.5)                  |
| 일일 평균 기온 °C (°F)                         | 8.2 (46.8)                   | 10.3 (50.5)                  | 13.8 (56.8)                  | 19.1 (66.4)                  | 22.6 (72.7)                  | 25.3 (77.5)                  | 27.2 (81.0)                  | 26.8 (80.2)                  | 24.3 (75.7)                  | 20.0 (68.0)                  | 14.8 (58.6)                  | 9.5 (49.1)                   | 18.5 (65.3)                  |
| 일평균 최저 기온 °C (°F)                       | 4.5 (40.1)                   | 6.9 (44.4)                   | 10.4 (50.7)                  | 15.5 (59.9)                  | 19.0 (66.2)                  | 21.9 (71.4)                  | 23.0 (73.4)                  | 23.0 (73.4)                  | 20.5 (68.9)                  | 15.6 (60.1)                  | 10.2 (50.4)                  | 5.0 (41.0)                   | 14.6 (58.3)                  |
| 역대 최저 기온 °C (°F)                         | −6.0 (21.2)                  | −3.4 (25.9)                  | −3.4 (25.9)                  | 3.4 (38.1)                   | 8.2 (46.8)                   | 12.4 (54.3)                  | 18.5 (65.3)                  | 16.8 (62.2)                  | 10.7 (51.3)                  | 2.9 (37.2)                   | −1.8 (28.8)                  | −8.0 (17.6)                  | −8.0 (17.6)                  |
| 평균 강수량 mm (인치)                          | 62.7 (2.47)                  | 115.9 (4.56)                 | 206.5 (8.13)                 | 230.7 (9.08)                 | 264.1 (10.40)                | 290.7 (11.44)                | 124.5 (4.90)                 | 179.8 (7.08)                 | 104.2 (4.10)                 | 47.0 (1.85)                  | 42.6 (1.68)                  | 43.6 (1.72)                  | 1,712.3 (67.41)              |
| 평균 상대 습도 (%)                             | 80                           | 82                           | 84                           | 82                           | 82                           | 83                           | 78                           | 80                           | 80                           | 78                           | 78                           | 77                           | 80                           |
| 출처: China Meteorological Data Service Center |                              |                              |                              |                              |                              |                              |                              |                              |                              |                              |                              |                              |                              |

## 행정 구역
11개 진, 7개 향을 관할한다.
- 진: 汀州镇, 馆前镇, 河田镇, 大同镇, 古城镇, 新桥镇, 童坊镇, 南山镇, 濯田镇, 四都镇, 涂坊镇.
- 향: 三洲乡, 策武乡, 铁长乡, 庵杰乡, 宣成乡, 红山乡, 羊牯乡.

## 같이 보기
- 하카 (민족)